# Dusona simulans
Dusona simulans là một loài tò vò trong họ Ichneumonidae.